# Гаврилов Герман Дмитрович
Герман Дмитрович Гаврилов (рос. Герман Дмитриевич Гаврилов; 25 липня 1924 — 17 червня 1984) — радянський воєначальник, генерал-майор РВСП, кандидат військових наук.

## Життєпис
У 1942 році закінчив перший курс Томського інституту інженерів залізничного транспорту і вступив до 1-го Томського артилерійського училища, яке закінчив у 1943 році. Учасник німецько-радянської війни з червня 1944 року, воював на 1-му та 4-му Українських фронтах.
Після закінчення війни продовжив військову службу: пройшов шлях від командира взводу до командира полку.
У 1954 році закінчив розвідувальний факультет Військової академії імені М. В. Фрунзе.
У РВСП з 1961 року. Протягом 1961—1962 року — заступник командира ракетної дивізії. З 23 листопада 1962 по 5 вересня 1966 року командував 46-ю ракетною дивізією (м. Первомайськ, Миколаївська область).
У 1968 році закінчив Військову академію Генерального штабу і призначається заступником командира 5-го окремого ракетного корпусу (м. Кіров).
У 1970—1976 роках — заступник командувача 27-ї ракетної армії з бойової підготовки. У 1976—1983 роках — начальник 2-го інженерного факультету (систем автоматичного управління) Військової академії імені Ф. Е. Дзержинського.
У липні 1983 року вийшов у запас. Мешкав у Москві, де й помер. Похований на Кунцевському кладовищі (дільн. 9А, ряд 8).

## Нагороди
Нагороджений орденами Вітчизняної війни 1-го ступеня, двічі Червоної Зірки, «За службу Батьківщині в Збройних Силах СРСР» 3-го ступеня і медалями.